# 伊達朱里紗
伊達 朱里紗（だて ありさ、1991年5月10日 - ）は、日本の女性声優、プロ雀士。兵庫県三田市出身。81プロデュース、日本プロ麻雀連盟所属。Mリーグ・KONAMI麻雀格闘倶楽部所属。

## 略歴

### 声優として
歌うこととしゃべることが好きな小学生だった。ある日、歌うこともしゃべることも出来る声優という職業があるらしいと友達に教えてもらってから、声優をやってみたいという思いが芽生えた。
中学1年生までは兵庫県、中学2年生から高校3年生の間は大阪府に住んでいた。伊達は中学卒業のタイミングで上京して声優を目指したいと思っていたが、母親が上京を許さず一度声優の夢を諦め、アニメや声優という言葉すら聞きたくないまでになった。
大阪市立工芸高校から立命館大学映像学部に進学。
昔から好きだった田村ゆかりの歌を聞いていたところ、涙がポロポロこぼれてきたため、再び声優を目指し、立命館大学を休学して上京、そのまま中退した。なお、学部の先輩には声優の大空直美がいた。
2013年4月1日より、声優事務所の81プロデュースに所属し、声優としての活動を始める。

### 麻雀プロとして
高校生の時にアニメ『咲-Saki-』を見て麻雀を始め、2014年にアニメ『咲-Saki- 全国編』に出演したことをきっかけに麻雀に本格的に取り組むようになる。親交のある小山剛志の営む渋谷オクタゴンでフリーで打ったところ、友人とのセットとは違う麻雀の奥の深さを感じ、毎日通うようになる。
2019年4月、日本プロ麻雀連盟所属のプロ雀士になったことを発表した。
2021年には連盟の若手女性プロ（30歳未満）を参加対象として新設された第1期桜蕾戦にて連盟の公式戦初優勝を果たした。
2021年7月、EX風林火山のオーディションに参加し、約170人中総合8位、女性では1位となる。
2021年7月、麻雀連盟のG2タイトルである第9期JPMLWRCベストでベスト8に残る。
2021年8月2日、Mリーグドラフト会議にてKONAMI麻雀格闘倶楽部から1巡目指名を受け、まだプロ3年目ながらもMリーガーとなった。異名は「朱きヴァルキュリア」。「鬼姫」 「THE ACE」
2021年11月18日には当時Mリーグ史上最高得点となる105,500点のトップを獲得した。同トップにより、同シーズンのMリーグ年間最高スコアのタイトルを獲得。個人成績においても参戦初年度ながらレギュラーシーズン4位（32人中）の成績を残した。
2021年11月桜蕾戦優勝により所属した女流桜花Aリーグ、初年度を5位で終えた。
2022年1月、鳳凰戦D2リーグ3位でD1に昇格。
2022年6月24日、『芸能界麻雀最強位決定戦 THEわれめDEポン』（フジテレビONE）に雀士として出演。
2022年8月7日、鳳凰戦D1リーグ2位でC3に昇格。
2022年9月25日、アーケードゲーム『麻雀格闘倶楽部 Extream』の投票選抜戦2022にて女性プロ1位を獲得。
2022年10月3日、Mリーグ2022-23シーズンの開幕第2戦に出場し、南2局に四暗刻を和了る（開幕日の役満和了はMリーグ史上初）。この年はシーズンを通して好調を維持し、レギュラーシーズンの年間成績で争われる個人MVPを獲得、2年連続のMリーグ個人タイトル獲得となった。
2022年12月1日発売の『近代麻雀』（竹書房）より、伊達を主人公した漫画『朱色のステラ 〜伊達朱里紗〜』（笹倉綾人作画）の短期連載が始まった。伊達が麻雀と出会い、Mリーグで活躍するまでが描かれる。
Mリーグ2023-2024シーズンにて4着回避賞となり3年連続で個人タイトルの獲得となった。

## 人物
- 漫画家の恩田ゆじは高校の同級生で親友[25][26]。
- 趣味・特技は、水彩色鉛筆画、ライブ鑑賞、麻雀、Photoshop、Illustrator[7]。
- 好きなアーティストは田村ゆかり、水樹奈々、花澤香菜、早見沙織[27]。
- 好きな食べ物はトマトソースパスタ、実家のぎょうざ、シーザーサラダ[27]。苦手な食べ物はトマト、セロリ、うなぎ[27]。
- ヒカルの碁が麻雀の試合前のバイブルで、Mリーグ初日にも持参した[9]。

## 出演
太字はメインキャラクター。

### テレビアニメ
2013年
- デュエル・マスターズ ビクトリーV3（街の人）
- ハヤテのごとく! Cuties（観客）
- ビーストサーガ（ヒラリーズ）
- ポケットモンスター ベストウイッシュ シーズン2 デコロラアドベンチャー（女性たち）

2014年
- アイカツ!（ファン）
- 咲-Saki- 全国編（上重漫）
- 少年ハリウッド -HOLLY STAGE FOR 49-（子供）
- のうりん（女子）
- ポケットモンスター XY（メイド、カレン）
- もっふりモフ☆モフ（モモモフ、ミミ）
- モンスターハイ こわイケガールズ（ラグーナ・ブルー）
- 弱虫ペダル（2014年 - 2017年、同級生、女子生徒、鏑木一差〈幼少時代〉） - 2シリーズ

2015年
- アイドルマスター シンデレラガールズ（難波笑美）
- 終物語（クラスメイト）
- 境界のRINNE（ユミ、少女死神、先生）
- パンチライン（留美）
- VENUS PROJECT -CLIMAX-（河藤勇）

2016年
- アイカツスターズ!（玉川陽鞠）
- カードファイト!! ヴァンガードG（ファンB）
- かみさまみならい ヒミツのここたま（陽太）
- ハルチカ〜ハルタとチカは青春する〜（出川鹿乃子、フラワーアレンジメント部員、片桐千代子、金賞の女生徒）
- プリパラ（女の子）
- 霊剣山 星屑たちの宴（受験者、美女）

2017年
- アイドルタイムプリパラ（2017年 - 2018年、夢川ゆい）
- プリプリちぃちゃん!!（みっちゃん、犬、ジョーくん弟、ミカちゃん）
- Caribadix（カリーナ）
- リトルウィッチアカデミア（マリル）
- シルバニアファミリー ミニストーリー（2017年 - 2018年、シルクネコの女の子 / シルクネコちゃん、シルクネコの赤ちゃん） - 2シリーズ
- URAHARA（白子）
- アイドルマスター シンデレラガールズ劇場（2017年 - 2019年、難波笑美） - 2シリーズ
- ラブライブ!サンシャイン!!（園児）
- ドラえもん（テレビ朝日版第2期）（女子(2)）

2018年
- パズドラクロス（ドミニオン龍喚士）
- ダメプリ ANIME CARAVAN（人質の少女）
- Fate/EXTRA Last Encore（少女警官）
- ヲタクに恋は難しい（桃瀬成海）
- 百錬の覇王と聖約の戦乙女（ジークルーネ）
- 音楽少女（タレント、女子高生、学童職員）

2019年
- 胡蝶綺 〜若き信長〜（側仕え）
- 歌舞伎町シャーロック（サオリ）

2020年
- ブレーカーズ（マリ）
- キラッとプリ☆チャン（2020年 - 2021年、夢川ゆい、激川ゆい〈なぞのアイドル〉）

2022年
- 終末のハーレム（柳律香）

2025年
- 凍牌〜裏レート麻雀闘牌録〜（北村啓太郎）

### 劇場アニメ
- 劇場版 プリパラ&キラッとプリ☆チャン きらきらメモリアルライブ（2018年、夢川ゆい[38]）

### OVA
- 12歳。（2014年、女子A） - 『ちゃお』2014年10月号付録
- ヲタクに恋は難しい（2019年 - 2021年、桃瀬成海[39]） - 単行本第7・10・11巻OAD付き特装版

### Webアニメ
- アイドルマスター シンデレラガールズ劇場 火曜シンデレラシアター / Extra Stage（2017年 - 2021年、難波笑美[33]、女生徒B） - 2シリーズ
- アイドルランドプリパラ（2021年 - 2022年、夢川ゆい / ミニゆい）
- CINDERELLA GIRLS 10th Anniversary Celebration Animation ETERNITY MEMORIES（2022年、難波笑美）
- 崩壊:スターレイル ショートアニメ（2024年、青雀）

### ゲーム
2014年
- アイコレ（小寺加奈）
- 俺タワー -Over Legend Endless Tower-（オフセットスパナ、デモリションマシン、ローディングショベル、問屋の娘ゼニー、クラムシェル）
- DYNAMIC CHORD feat.[rêve parfait]（姫原紗那）

2015年
- アイカツ! My No.1 Stage!（幽木れいか）
- アイドルマスター シンデレラガールズ（2015年 - 2023年、難波笑美） - 2作品
- 咲-Saki- 全国編（上重漫）
- 星界神話 -ASTRAL TALE-（エレオ）
- 戦国アスカZERO （綱手）（巴）
- 戦国闘檄（おふく）
- 大正×対称アリス
- トイズドライブ（怪盗セイボリー）
- 刻のイシュタリア（ジャッカロープ、サロメ、オリヒメ、テアトラ、オケアノス、スザク）
- モン娘☆は〜れむ（シャーロット、セレニア、シチセイ、コンロン）

2016年
- クイズRPG 魔法使いと黒猫のウィズ（2016年 - 2025年、ザビーネ・クーン、キューズ・クイーズ）
- 白猫プロジェクト （ミューレア）
- DYNAMIC CHORD feat.[rêve parfait] Append Disc（姫原紗那）
- ドラゴンジェネシス（ジャンヌ・ダルク）
- 超銀河船団∞（サエグサメグミ）

2017年
- アイドルタイムプリパラ（ゆい）
- アイドルマスター シンデレラガールズ ビューイングレボリューション （難波笑美）
- BabyBus ケーキやさんごっこ（ミュウミュウ）
- 逆転オセロニア（カルディア）
- 武器よさらば（カリン）
- プリパラ プリパズ（夢川ゆい）
- ブレイブリー・アーカイブ（シャリオ・ミルナール）
- 毎日こつこつ俺タワー（デモリションマシン）

2018年
- プリパラ オールアイドルパーフェクトステージ!（夢川ゆい）
- 恒星少女 -Do The Scientists Dream of Girls'Asterism?-（ブラキウム）
- キラッとプリ☆チャン（2018年 - 2020年、夢川ゆい、激川ゆい）

2020年
- ブレイブソード×ブレイズソウル（フラベルム）
- 麻雀格闘倶楽部（2020年 - 2023年、伊達朱里紗〈本人役〉、マミヤ） - 2作品
- アクション対魔忍（フェリシア）

2021年
- ブラウンダスト（アラナ）

2022年
- 虚無と物質の彼女（青柳悠）

2023年
- 崩壊:スターレイル（青雀）
- アイドルランドプリパラ（夢川ゆい）
- ドラゴンクエストモンスターズ3 魔族の王子とエルフの旅（アリスレシア）

### ドラマCD
- キャンディポップナイトメア（女子）
- エンド・オブ・ザ・ワールド（オペレーター他） - ナイトウィザード The 2nd Edition ファンブック ワールズエンド
- ヲタクに恋は難しい（桃瀬成海）

### 吹き替え

#### 映画
- バック・トゥ・ザ・フューチャー PART2（2018年、子供）※BSジャパン版

#### ドラマ
- 初恋は初めてなので（2019年、オ・ガリン〈チェ・リ〉）※Netflix版

#### アニメ
- ちいさなプリンセス ソフィア（2015年、エイミー、ボタン[55]）
- ミッキーマウスとロードレーサーズ（2017年、スージー）
- まめきゅん（2017年、ケンタ）
- ふしぎの国 アンフィビア（2019年、マーシー・ウー[56]）
- アイドルプリンセス★ロリロック （2025年）

### デジタルコミック
- VOMIC 斉木楠雄のΨ難（女の子、女子生徒 他）
- VOMIC ニポンゴ（美帆）
- BeeTV 今日、恋をはじめます（女子生徒 他）
- BeeTV コスプレ☆アニマル（女子生徒 他）
- ちゃおチャンネル ゲキカワ・デビル（藤美マイ）
- ちゃおチャンネル RIRIA-伝説の家政婦-（四宮アヤカ）

### ラジオ
※はインターネット配信。
- 伊達朱里紗の本気!アニラブ（2015年 - 2016年、超!A&G+※）[57]
- 伊達朱里紗・本泉莉奈のMIXボイスガレッジ（2017年 - 2018年、ニコニコ生放送※）[58]
- ヲタ恋ラジヲ〜ラジオは専門外ですけどがんばります。〜（2018年、超!A&G+※）[59]
- 麻雀普及委員会 Root for M League（2023年4月 - 12月、LuckyFM 茨城放送）

### テレビ番組
※はインターネット配信。
- 咲なま 姫松高校麻雀部（2014年、ニコニコ生放送※）
- 女流雀士 プロアマNo.1決定戦 てんパイクイーン（2016年 - 、テレ朝チャンネル2）シーズン7～9に出場

### 映像商品
- 百錬の覇王とニコ生の美声乙女 ダイジェスト（2018年）[60] - BD&DVD第2巻-第4巻 特典映像

### CM
- 電撃コミックスNEXT（ナレーション）
- NEXT TAILS OF…（ナレーション）
- フェアリーズ Kiss me babe/ひらり（TVスポットナレーション）
- ヲタクに恋は難しい（桃瀬成海）
- ソニー損保の自動車保険「Mリーグ 大好きCM2021（伊達プロ）」篇（2022年）[61]

### ボイスオーバー
- 世界ふれあい街歩き（2014年3月11日、NHK BSプレミアム）

### ナレーション
- 日本動画協会 留守番電話ナレーション
- 坂上忍の勝たせてあげたいTV（2023年7月16日、日本テレビ）

### テレビドラマ
- LOVETOPIA（2013年、BSフジ） - あつ子の声
- 魔法×戦士 マジマジョピュアーズ!（2018年、テレビ東京） - 柚子の木（声）

### オーディオブック
- さびしがりやのロリフェラトゥ（2019年、真光寺結）
- あの夏、最後に見た打ち上げ花火は（2021年、三島桐子 ほか[62]）

### 声劇
- H△G ワンマンライブ「銀河鉄道の夜を越えて」× 声劇『月とライカと吸血姫／星町編』（2019年、ミサ）

## ディスコグラフィ

### キャラクターソング
| 発売日         | 商品名                                                                                               | 歌 | 楽曲 | 備考                                                                               |
| -------------- | --- | --- | --- | ---------------------------------------------------------------------------------- |
| 2014年2月26日  | この手が奇跡を選んでる                                                                               | 姫松高校 | 「この手が奇跡を選んでる」                                                                                   | テレビアニメ『咲-Saki- 全国編』エンディングテーマ                                  |
| 2016年12月7日  | THE IDOLM@STER CINDERELLA GIRLS STARLIGHT MASTER 07 サマカニ!!                                       | 川島瑞樹（東山奈央）、日野茜（赤﨑千夏）、堀裕子（鈴木絵理）、上田鈴帆（春野ななみ）、難波笑美（伊達朱里紗）           | 「サマカニ!!（M@STER VERSION）」                                                                             | ゲーム『アイドルマスター シンデレラガールズ スターライトステージ』関連曲           |
| 2017年6月24日  | THE IDOLM@STER CINDERELLA GIRLS 5thLIVE TOUR Serendipity Parade!!! 静岡・幕張・福岡 会場オリジナルCD | 難波笑美（伊達朱里紗）                                                                                                 | 「サマカニ!!（M@STER VERSION）」                                                                             | ゲーム『アイドルマスター シンデレラガールズ スターライトステージ』関連曲           |
| 2017年7月26日  | アイドル:タイム!!                                                                                    | 夢川ゆい（伊達朱里紗）、真中らぁら（茜屋日海夏）                                                                       | 「アイドル:タイム!!」                                                                                        | テレビアニメ『アイドルタイムプリパラ』エンディングテーマ                           |
| 2017年7月26日  | アイドルタイムプリパラ♪ソングコレクション 〜ゆめペコ〜                                               | 夢川ゆい（伊達朱里紗）、真中らぁら（茜屋日海夏）                                                                       | 「ブランニュー・ハピネス！」                                                                                 | テレビアニメ『アイドルタイムプリパラ』挿入歌                                       |
| 2017年7月26日  | アイドルタイムプリパラ♪ソングコレクション 〜ゆめペコ〜                                               | 夢川ゆい（伊達朱里紗）                                                                                                 | 「チクタク・Magicaる・アイドルタイム！」                                                                     | テレビアニメ『アイドルタイムプリパラ』挿入歌                                       |
| 2017年12月6日  | アイドルタイムプリパラ♪ソングコレクション 〜ゆめペコおかわり！〜                                     | MY☆DREAM | 「ハートフル♡ドリーム」                                                                                      | テレビアニメ『アイドルタイムプリパラ』エンディングテーマ                           |
| 2017年12月13日 | THE IDOLM@STER CINDERELLA GIRLS MASTER SEASONS WINTER!                                               | 片桐早苗（和氣あず未）、難波笑美（伊達朱里紗）、姫川友紀（杜野まこ）                                                   | 「冬空プレシャス」                                                                                           | ゲーム『アイドルマスター シンデレラガールズ』関連曲                                |
| 2018年3月25日  | GAME PriPara Music Collection vol.5                                                                  | ゆい（伊達朱里紗） | 「オトメパズル〜恋するEVERYDAY〜」                                                                           | ゲーム『アイドルタイムプリパラ』関連曲                                             |
| 2018年6月27日  | アイドルタイムプリパラ☆ミュージックコレクション                                                      | MY☆DREAM | 「Giraギャラティック・タイトロープ」 「Believe My DREAM!」                                                   | テレビアニメ『アイドルタイムプリパラ』挿入歌                                       |
| 2018年6月30日  | GAME PriPara Music Collection vol.6                                                                  | ゆい（伊達朱里紗）、ショウゴ（山下誠一郎）                                                                             | 「夢川きょうだいのクリスマスメドレー」                                                                       | ゲーム『アイドルタイムプリパラ』関連曲                                             |
| 2018年6月30日  | GAME PriPara Music Collection vol.6                                                                  | ゆい（伊達朱里紗） | 「夢川きょうだいのクリスマスメドレー」                                                                       | ゲーム『アイドルタイムプリパラ』関連曲                                             |
| 2018年9月19日  | 百錬の覇王と聖約の戦乙女 Blu-ray&DVD 第1巻 特典CD                                                    | フェリシア（末柄里恵）、ジークルーネ（伊達朱里紗）、イングリット（河瀬茉希）、リネーア（高尾奏音）                     | 「世界中が恋をする夜」                                                                                       | テレビアニメ『百錬の覇王と聖約の戦乙女』関連曲                                     |
| 2018年9月22日  | GAME PriPara Music Collection vol.7                                                                  | ゆい（伊達朱里紗）、にの（大地葉）、みちる（山田唯菜）、しゅうか（朝日奈丸佳）                                         | 「ワクワクO’clock」                                                                                          | ゲーム『アイドルタイムプリパラ』関連曲                                             |
| 2018年9月22日  | GAME PriPara Music Collection vol.7                                                                  | ゆい（伊達朱里紗） | 「ワクワクO’clock」                                                                                          | ゲーム『アイドルタイムプリパラ』関連曲                                             |
| 2018年11月28日 | プリパラ ULTRA MEGA MIX COLLECTION                                                                   | 夢川ゆい（伊達朱里紗）                                                                                                 | 「チクタク・Magicaる・アイドルタイム！（Francisco Gaitán Remix）」                                           | テレビアニメ『アイドルタイムプリパラ』関連曲                                       |
| 2018年11月28日 | プリパラ ULTRA MEGA MIX COLLECTION                                                                   | 夢川ゆい（伊達朱里紗）、真中らぁら（茜屋日海夏）                                                                       | 「ブランニュー・ハピネス！（DJ BOSS Hard Trance Remix）」                                                    | テレビアニメ『アイドルタイムプリパラ』関連曲                                       |
| 2018年11月28日 | プリパラ ULTRA MEGA MIX COLLECTION                                                                   | MY☆DREAM | 「ハートフル♡ドリーム（DJ Noriken Hardcore Mix）」 「Believe My DREAM!（DJ Shimamura's Hardcore Rave Mix）」 | テレビアニメ『アイドルタイムプリパラ』関連曲                                       |
| 2018年11月30日 | THE IDOLM@STER CINDERELLA GIRLS 6thLIVE MERRY-GO-ROUNDOME!!! MASTER SEASONS WINTER! SOLO REMIX       | 難波笑美（伊達朱里紗）                                                                                                 | 「冬空プレシャス」                                                                                           | ゲーム『アイドルマスター シンデレラガールズ』関連曲                                |
| 2019年3月8日   | アイドルマスター シンデレラガールズ WILD WIND GIRL 第6巻特装版特典CD                                 | 向井拓海（原優子）、藤本里奈（金子真由美）、上田鈴帆（春野ななみ）、難波笑美（伊達朱里紗）                             | 「サマカニ!!（M@STER VERSION）」                                                                             | 漫画『アイドルマスター シンデレラガールズ WILD WIND GIRL』関連曲                   |
| 2019年9月11日  | プロミス！リズム！パラダイス！                                                                       | マイ☆ドリーム | 「ピュア・ハート・カレンダー」                                                                               | Webアニメ『アイドルランドプリパラ』エンディングテーマ・挿入歌                      |
| 2019年9月11日  | プロミス！リズム！パラダイス！                                                                       | PRI-Crew Friends | 「Crew-Sing! Friend-Ship♡」                                                                                  | アニメ・ゲーム『プリパラ』関連曲                                                   |
| 2020年11月11日 | THE IDOLM@STER CINDERELLA GIRLS LITTLE STARS EXTRA! ダイアモンド・アテンション                       | 喜多見柚（武田羅梨沙多胡）、難波笑美（伊達朱里紗）、椎名法子（都丸ちよ）、ナターリア（生田輝）、脇山珠美（嘉山未紗）   | 「ダイアモンド・アテンション」                                                                               | Webアニメ『アイドルマスター シンデレラガールズ劇場 Extra Stage』エンディングテーマ |
| 2020年12月2日  | キラッとプリ☆チャン♪ソングコレクション〜from RAINBOW SKY〜                                           | プリティーオールフレンズ                                                                                               | 「プリマ☆ドンナ？メモリアル！」                                                                              | テレビアニメ『キラッとプリ☆チャン』挿入歌                                          |
| 2021年2月26日  | ヲタクに恋は難しい VOICE GIFT                                                                        | 桃瀬成海（伊達朱里紗）、二藤宏嵩（伊東健人）                                                                           | 「Love or Respect」                                                                                          | OVA『ヲタクに恋は難しい』エンディングテーマ                                        |
| 2022年5月25日  | THE IDOLM@STER CINDERELLA GIRLS STARLIGHT MASTER R/LOCK ON! 05 トロピカルガール                      | 夢見りあむ（星希成奏）、乙倉悠貴（中島由貴）、姫川友紀（杜野まこ）、三村かな子（大坪由佳）、難波笑美（伊達朱里紗）     | 「トロピカルガール（M@STER VERSION）」                                                                       | ゲーム『アイドルマスター シンデレラガールズ スターライトステージ』関連曲           |
| 2022年5月25日  | THE IDOLM@STER CINDERELLA GIRLS STARLIGHT MASTER R/LOCK ON! 05 トロピカルガール                      | 難波笑美（伊達朱里紗）                                                                                                 | 「トロピカルガール（M@STER VERSION）」                                                                       | ゲーム『アイドルマスター シンデレラガールズ スターライトステージ』関連曲           |
| 2023年6月10日  | THE IDOLM@STER CINDERELLA GIRLS 燿城夜祭 -かがやきよまつり- 会場オリジナルCD                         | 難波笑美（伊達朱里紗）                                                                                                 | 「ダイアモンド・アテンション」                                                                               | Webアニメ『アイドルマスター シンデレラガールズ劇場 Extra Stage』関連曲             |
| 2023年6月14日  | THE IDOLM@STER CINDERELLA GIRLS STARLIGHT MASTER R/LOCK ON! 17 廻談詣り                              | 難波笑美（伊達朱里紗）                                                                                                 | 「大阪タコちゃんラブちゃん」                                                                                 | ゲーム『アイドルマスター シンデレラガールズ スターライトステージ』関連曲           |
| 2023年11月1日  | THE IDOLM@STER CINDERELLA GIRLS STARLIGHT MASTER PLATINUM NUMBER 11 悠久星涼                         | 椎名法子（都丸ちよ）、難波笑美（伊達朱里紗）、浜口あやめ（田澤茉純）、塩見周子（ルゥティン）、道明寺歌鈴（新田ひより） | 「悠久星涼（M@STER VERSION）」                                                                               | ゲーム『アイドルマスター シンデレラガールズ スターライトステージ』関連曲           |
| 2023年11月1日  | THE IDOLM@STER CINDERELLA GIRLS STARLIGHT MASTER PLATINUM NUMBER 11 悠久星涼                         | 難波笑美（伊達朱里紗）                                                                                                 | 「悠久星涼（M@STER VERSION）」                                                                               | ゲーム『アイドルマスター シンデレラガールズ スターライトステージ』関連曲           |
| 2024年11月13日 | プリパラ ソング♪コレクション Melody Moments!                                                         | MY☆DREAM | 「シリアル・ドリーマー!!!」                                                                                  | アニメ・ゲーム『プリパラ』関連曲                                                   |

### その他参加楽曲
| 発売日       | 商品名               | 歌          | 楽曲                     | 備考                                                      |
| ------------ | -------------------- | ----------- | ------------------------ | --------------------------------------------------------- |
| 2016年1月8日 | 世界は君を待っている | STAY TUNES! | 「世界は君を待っている」 | ラジオ『本気！アニラブ』オープニングテーマ                |
| -            | -                    | 伊達朱里紗  | 「Awakening Wings」      | 「eMAH-JONG 麻雀格闘倶楽部 プロトーナメント」大会テーマ曲 |

## ライブ・イベント

### 合同ライブ
| 出演日                      | タイトル                                                                                        | 会場                                        |
| --------------------------- | ----------------------------------------------------------------------------------------------- | ------------------------------------------- |
| 2017年5月13日・14日         | THE IDOLM@STER CINDERELLA GIRLS 5thLIVE TOUR Serendipity Parade!!! 宮城公演                     | セキスイハイムスーパーアリーナ（宮城県）    |
| 2017年8月6日                | アイドルタイムプリパラ サマーライブツアー2017 東京公演                                          | 豊洲PIT（東京都）                           |
| 2017年8月13日               | THE IDOLM@STER CINDERELLA GIRLS 5thLIVE TOUR Serendipity Parade!!! さいたまスーパーアリーナ公演 | さいたまスーパーアリーナ（埼玉県）          |
| 2017年8月20日               | アイドルタイムプリパラ サマーライブツアー2017 大阪公演                                          | Zepp Osaka Bayside（大阪府）                |
| 2017年12月10日              | アイドルタイムプリパラ Winter Live 2017                                                         | 幕張メッセ 国際展示場（千葉県）             |
| 2018年9月9日                | プリパラ＆キラッとプリ☆チャンAUTUMN LIVE TOUR み～んなでアイドルやってみた！ 大阪公演           | なんばhatch（大阪府）                       |
| 2018年9月29日               | プリパラ＆キラッとプリ☆チャンAUTUMN LIVE TOUR み～んなでアイドルやってみた！ 東京公演           | 中野サンプラザホール（東京都）              |
| 2018年11月10日              | THE IDOLM@STER CINDERELLA GIRLS 6thLIVE MERRY-GO-ROUNDOME!!!                                    | メットライフドーム（埼玉県）                |
| 2018年12月9日               | み～んなでキラッとプリティーライブ2018                                                          | 幕張メッセ 国際展示場（千葉県）             |
| 2019年2月9日・10日・4月28日 | Pripara Friendship Tour 2019 プロミス！リズム！パラダイス！                                     | 舞浜アンフィシアター（千葉県）              |
| 2019年9月3日・4日           | THE IDOLM@STER CINDERELLA GIRLS 7thLIVE TOUR Special 3chord♪ Comical Pops!                      | 幕張メッセ国際展示場 9-11番ホール（千葉県） |
| 2019年9月15日               | プリパラ＆キラッとプリ☆チャンAUTUMN LIVE TOUR 2019 ～キラッと！アイドルはじめる時間だよ！～     | 舞浜アンフィシアター（千葉県）              |
| 2019年12月15日              | プリパラ&キラッとプリ☆チャン Winter Live 2019                                                   | 幕張イベントホール（千葉県）                |
| 2020年9月20日               | Pripara Friendship 2020 パラダイストレイン！                                                    | ライブ配信（ULIZA）                         |
| 2020年12月6日               | プリパラ&キラッとプリ☆チャン Winter Live 2020                                                   | 幕張イベントホール（千葉県）                |
| 2021年5月22日・23日         | Pretty series 10th Anniversary Pretty Festival                                                  | 幕張イベントホール（千葉県）                |
| 2021年9月25日               | プリパラフレンドシップ オータムライブ2021                                                       | J:COMホール八王子（東京都）                 |
| 2022年1月29日・30日         | THE IDOLM@STER CINDERELLA GIRLS 10th ANNIVERSARY M@GICAL WONDERLAND TOUR!!! Tropical Land       | ライブ配信（ASOBISTAGE）                    |
| 2022年4月2日                | THE IDOLM@STER CINDERELLA GIRLS 10th ANNIVERSARY M@GICAL WONDERLAND!!!                          | ベルーナドーム（埼玉県）                    |
| 2022年9月24日               | Pretty Live！ ～All for One !!!～                                                               | 中野サンプラザ（東京都）                    |
| 2022年12月4日               | プリパラ&キラッとプリ☆チャン＆ワッチャプリマジ! Winter Live 2022                                | 幕張イベントホール（千葉県）                |
| 2023年6月10日・11日         | THE IDOLM@STER CINDERELLA GIRLS 燿城夜祭 -かがやきよまつり-                                     | 大阪城ホール（大阪府）                      |

## 麻雀

### Mリーグ成績
| シーズン | チーム               | 半荘 | 個人スコア | 個人スコア | 個人スコア | 最高スコア | 最高スコア | 4着回避率 | 4着回避率 | 連対率 | トップ率 | 平均 着順 | 1着 | 1.5 | 2着 | 2.5 | 3着 | 3.5 | 4着 | 参照   |
| シーズン | チーム               | 半荘 | Pt         | 順位       | 平均       | 点         | 順位       | 率        | 順位      | 連対率 | トップ率 | 平均 着順 | 1着 | 1.5 | 2着 | 2.5 | 3着 | 3.5 | 4着 | 参照   |
| -------- | -------------------- | ---- | ---------- | ---------- | ---------- | ---------- | ---------- | --------- | --------- | ------ | -------- | --------- | --- | --- | --- | --- | --- | --- | --- | ------ |
| 2021-22  | KONAMI麻雀格闘倶楽部 | 21   | 269.5      | 4/32       | 12.8       | 105,500    | 1/32       | 0.7619    | 13T/32    | 57.1%  | 38.1%    | 2.29      | 8   | 0   | 4   | 0   | 4   | 0   | 5   | [ 64 ] |
| 2022-23  | KONAMI麻雀格闘倶楽部 | 24   | 320.2      | 1/32       | 13.3       | 64,300     | 13/32      | 0.8333    | 4T/32     | 58.3%  | 37.5%    | 2.21      | 9   | 0   | 5   | 0   | 6   | 0   | 4   | [ 65 ] |
| 2023-24  | KONAMI麻雀格闘倶楽部 | 20   | 215.3      | 5/36       | 10.8       | 57,300     | 22T/36     | 0.9000    | 1/36      | 55.0%  | 30.0%    | 2.25      | 6   | 0   | 5   | 0   | 7   | 0   | 2   | [ 66 ] |
| 2024-25  | KONAMI麻雀格闘倶楽部 | 23   | 98.6       | 15/36      | 4.3        | 71,900     | 8/36       | 0.6957    | 23T/36    | 56.5%  | 30.4%    | 2.43      | 7   | 0   | 6   | 0   | 3   | 0   | 7   | [ 67 ] |
| 通算     | 通算                 | 88   | 903.6      | 903.6      | 10.3       | 105,500    | 105,500    | 79.5%     | 79.5%     | 56.8%  | 34.1%    | 2.30      | 30  | 0   | 20  | 0   | 20  | 0   | 18  |        |

- 個人賞は規定打荘数（20半荘）以上の選手が対象
- 着順の1.5、2.5、3.5は1着同着、2着同着、3着同着

| シーズン               | チーム                 | 半荘                   | 個人スコア             | 個人スコア             | 最高スコア             | 4着回避率              | 連対率                 | トップ率               | 平着                   | 1着                    | 1.5                    | 2着                    | 2.5                    | 3着                    | 3.5                    | 4着                    |                        |
| シーズン               | チーム                 | 半荘                   | Pt                     | 平均                   | 最高スコア             | 4着回避率              | 連対率                 | トップ率               | 平着                   | 1着                    | 1.5                    | 2着                    | 2.5                    | 3着                    | 3.5                    | 4着                    |                        |
| セミファイナルシリーズ | セミファイナルシリーズ | セミファイナルシリーズ | セミファイナルシリーズ | セミファイナルシリーズ | セミファイナルシリーズ | セミファイナルシリーズ | セミファイナルシリーズ | セミファイナルシリーズ | セミファイナルシリーズ | セミファイナルシリーズ | セミファイナルシリーズ | セミファイナルシリーズ | セミファイナルシリーズ | セミファイナルシリーズ | セミファイナルシリーズ | セミファイナルシリーズ | セミファイナルシリーズ |
| ---------------------- | ---------------------- | ---------------------- | ---------------------- | ---------------------- | ---------------------- | ---------------------- | ---------------------- | ---------------------- | ---------------------- | ---------------------- | ---------------------- | ---------------------- | ---------------------- | ---------------------- | ---------------------- | ---------------------- | ---------------------- |
| 2021-22                | KONAMI麻雀格闘倶楽部   | 3                      | 88.9                   | 29.6                   | 60,000                 | 66.7%                  | 66.7%                  | 66.7%                  | 2.00                   | 2                      | 0                      | 0                      | 0                      | 0                      | 0                      | 1                      |                        |
| 2022-23                | KONAMI麻雀格闘倶楽部   | 4                      | ▲8.0                   | ▲2.0                   | 35,200                 | 100%                   | 50.0%                  | 0%                     | 2.38                   | 0                      | 1                      | 1                      | 0                      | 2                      | 0                      | 0                      |                        |
| 2023-24                | KONAMI麻雀格闘倶楽部   | 6                      | 49.7                   | 8.3                    | 44,000                 | 83.3%                  | 50.0%                  | 33.3%                  | 2.33                   | 2                      | 0                      | 1                      | 0                      | 2                      | 0                      | 1                      |                        |
| 2024-25                | KONAMI麻雀格闘倶楽部   | 5                      | ▲99.9                  | ▲20.0                  | 32,500                 | 60.0%                  | 40.0%                  | 20.0%                  | 2.80                   | 1                      | 0                      | 1                      | 0                      | 1                      | 0                      | 2                      |                        |
| セミファイナル通算     | セミファイナル通算     | 18                     | 30.7                   | 1.7                    | 60,000                 | 77.8%                  | 50.0%                  | 27.8%                  | 2.42                   | 5                      | 1                      | 3                      | 0                      | 5                      | 0                      | 4                      |                        |
| ファイナルシリーズ     |                        |                        |                        |                        |                        |                        |                        |                        |                        |                        |                        |                        |                        |                        |                        |                        |                        |
| 2021-22                | KONAMI麻雀格闘倶楽部   | 3                      | 15.8                   | 5.3                    | 40,900                 | 66.7%                  | 66.7%                  | 33.3%                  | 2.33                   | 1                      | 0                      | 1                      | 0                      | 0                      | 0                      | 1                      |                        |
| 2022-23                | KONAMI麻雀格闘倶楽部   | 3                      | ▲63.1                  | ▲21.0                  | 32,300                 | 66.7%                  | 33.3%                  | 0%                     | 3.00                   | 0                      | 0                      | 1                      | 0                      | 1                      | 0                      | 1                      |                        |
| ファイナル通算         | ファイナル通算         | 6                      | ▲47.3                  | ▲7.9                   | 40,900                 | 66.7%                  | 50.0%                  | 16.7%                  | 2.67                   | 1                      | 0                      | 2                      | 0                      | 1                      | 0                      | 2                      |                        |
| ポストシーズン通算     | ポストシーズン通算     | 24                     | ▲16.6                  | ▲0.7                   | 60,000                 | 75.0%                  | 50.0%                  | 25.0%                  | 2.48                   | 6                      | 1                      | 5                      | 0                      | 6                      | 0                      | 6                      |                        |

### 獲得タイトル
- 第1期 桜蕾戦 優勝
- Mリーグ 2021-22シーズン 年間最高スコア賞
- Mリーグ 2022-23シーズン MVP
- Mリーグ 2023-24シーズン 4着回避率トップ

### その他戦績
- Mトーナメント2025 準優勝

## 書籍

### 著書
- 『書いて覚えて強くなる！ 麻雀 点数計算 魔法のドリル』 （永岡書店、2023年8月10日、ISBN 978-4522440988）
- 『伊達朱里紗は二兎を追う ～「好き」から天職へ～』 （ワニブックス、2023年9月27日、ISBN 978-4847073380）

### 関連本
- 「Mリーガーの素顔」（2023年12月5日 竹書房）著者:黒木真生 ※佐々木寿人・多井隆晴・滝沢和典・伊達朱里紗など活躍中のMリーガー14名の素顔を語る。ISBN 978-4801937987

### 漫画モデル
- 笹倉綾人著 『朱色のステラ 伊達朱里紗』 （近代麻雀、2022年12月 - 連載中）